# NGC 5047
NGC 5047 este o galaxie lenticulară situată în constelația Fecioara. A fost descoperită în 7 mai 1787 de către William Herschel. Se află la o distanță de 91,55 de megaparseci de Pământ.